# Nina Pinzarrone
Nina Pinzarrone, née le 24 novembre 2006 à Bruxelles, est une patineuse artistique belge, championne de Belgique 2024, médaillée de bronze européenne en 2024 et en 2025.

## Biographie
Pinzarrone, née le 24 novembre 2006 à Bruxelles, est la fille d'un italo-espagnol, fonctionnaire à la Commission européenne, et d'une enseignante en langue. Elle a une sœur aînée, Lily, qui est également patineuse artistique. Elle a au départ suivi sa sœur Lily, qui s'est intéressée au patinage artistique après l'avoir vu à la télévision.
À l'âge de trois ans (en 2010), Nina Pinzarrone découvre le patinage à la patinoire du Poseidon à Woluwe-Saint-Lambert. Vu ses capacités sportives, elle poursuit son apprentissage à Louvain avec l'entraîneuse Ans Bocklandt.

### Internationaux juniors (2021-2022)
Nina Pinzarrone fait ses débuts sur la scène internationale junior et au Junior Grand Prix de l'UIP en août au 2022 JGP France II, le deuxième des deux événements JGP organisés à Courchevel, en France. Elle se classe cinquième dans le programme court et sixième dans le patinage libre pour se classer sixième au classement général. Lors de sa deuxième affectation aux JGP, les JGP Slovénie 2022, Pinzarrone reproduit son programme court et ses placements en patinage libre de Courchevel, mais termine cinquième au classement général.
Elle ne reprend la compétition jusqu'en novembre, lorsqu'elle remporte facilement son deuxième titre national junior belge devant ses compatriotes Giulia Castorini Wang et Maite van Mulders. Après cette victoire, entre décembre 2021 et février 2022, elle remporte les titres juniors féminins à la Santa Claus Cup, à l'Icelab International Cup et au Dragon Trophy. Elle termine septième à la Challenge Cup en mars.
En avril, Pinzarrone participe à son premier championnat du monde junior. Elle se classe septième dans le programme court, mais chute à la 16e place dans le programme libre après une série d'incidents, pour finalement terminer à la 11e place au classement général.

### Internationaux seniors (à partir de 2022)
Pinzarrone effectue sa première compétition du Grand Prix ISU, le Trophée MK John Wilson 2022, en juillet. En août, elle reçoit une deuxième affectation, remplaçant la patineuse sud-coréenne Lim Eun-soo aux Internationaux Skate Canada 2022. Elle se retire ensuite des deux compétitions en raison d'une blessure.
Lors des Championnats d'Europe 2023, elle termine à la 5e place. Elle est championne de Belgique de patinage artistique 2024.
Aux championnats d'Europe de patinage artistique 2024 de Kaunas en Lituanie, elle obtient une médaille de bronze.
Aux championnats d'Europe de patinage artistique 2025 à Tallinn en Estonie, elle remporte une nouvelle médaille de bronze.

## Palmarès
| Compétition                                                                           | 2022    | 2023    | 2024    | 2025    |  |  |  |  |  |  |  |  |  |  |
| Jeux olympiques d'hiver                                                               |         |         |         |         |  |  |  |  |  |  |  |  |  |  |
| Championnats du monde                                                                 |         | 11e     | 15e     | 7e      |  |  |  |  |  |  |  |  |  |  |
| Championnats d’Europe                                                                 |         | 5e      | 3e      | 3e      |  |  |  |  |  |  |  |  |  |  |
| Championnats de Belgique                                                              |         |         | 1re     | 1re     |  |  |  |  |  |  |  |  |  |  |
| Championnats du monde juniors                                                         | 11e     |         |         |         |  |  |  |  |  |  |  |  |  |  |
|                                                                                       |         |         |         |         |  |  |  |  |  |  |  |  |  |  |
| Grand Prix ISU                                                                        | 2021/22 | 2022/23 | 2023/24 | 2024/25 |  |  |  |  |  |  |  |  |  |  |
| Finale du Grand Prix                                                                  | CA      |         | 4e      |         |  |  |  |  |  |  |  |  |  |  |
| Skate America                                                                         |         |         |         | 4e      |  |  |  |  |  |  |  |  |  |  |
| Skate Canada                                                                          |         | F       |         |         |  |  |  |  |  |  |  |  |  |  |
| Coupe de Chine                                                                        |         | F       |         |         |  |  |  |  |  |  |  |  |  |  |
| Trophée de France                                                                     |         |         | 2e      | 6e      |  |  |  |  |  |  |  |  |  |  |
| Coupe de Russie                                                                       |         |         |         |         |  |  |  |  |  |  |  |  |  |  |
| Trophée NHK                                                                           |         |         | 3e      |         |  |  |  |  |  |  |  |  |  |  |
| Légende : F = Forfait ; CA = Compétitions annulées à cause de la pandémie de Covid-19 |         |         |         |         |  |  |  |  |  |  |  |  |  |  |